# Filip Juričić (glumac)
Filip Juričić (Zagreb, 18. travnja 1981.), hrvatski je kazališni, televizijski i filmski glumac.

## Životopis

### Karijera
Nakon završetka glumačke akademije u Zagrebu, posvetio se kazališnim predstavama, te potom televiziji. Hrvatskoj javnosti najpoznatiji je po ulozi nogometaša Marka Marušića u drugoj hrvatskoj telenoveli Ljubav u zaleđu, gdje su mu partnerice bile Iva Visković i Jelena Veljača. Trenutno nastupa u predstavi Teatra Exit, s kolegom glumcem Amarom Bukvićem, Kako misliš mene nema?.
Nakon epizodne uloge u humorističnoj seriji Nove TV, Zauvijek susjedi, vraća se na male ekrane u novoj AVA-inoj telenoveli Zakon ljubavi u kojoj tumači lik mladog fotografa Domagoja Rebca. Nakon tri godine pauze vraća se ulogom glavnog negativca Dinka Bilića u telenoveli Larin izbor u kojoj je igrao dvije godine. Po završetku serijala prelazi na RTL Televiziju gdje ostvaruje protagonističke uloge u telenovelama Tajne, Vatre ivanjske i Prava žena.
2018. ponovno se pojavljuje na malim ekranima u ulozi Marka Lasića u TV seriji Na granici.
Od 18. travnja 2014. godine zaposlen je u Kazalištu Komedija.

### Privatni život
Njegov otac, Pero Juričić, je također poznati glumac. Filip iz veze s novinarkom Mateom Roščić ima sina Jana, rođenog 2007. godine. Bio je u ljubavnoj vezi s glumicom i TV voditeljicom Ivom Šulentić.

## Filmografija

### Televizijske uloge
| Godina           | Naslov             | Uloga                  | Bilješke        |
| ---------------- | ------------------ | ---------------------- | --------------- |
| 2005.            | Kad zvoni?         | Dudo                   | gostujuća uloga |
| 2005. – 2006.    | Ljubav u zaleđu    | Marko Marušić          | glavna uloga    |
| 2007.            | Naša mala klinika  | Smerduccijev odvjetnik | gostujuća uloga |
| 2007.            | Zauvijek susjedi   | Zoran                  | gostujuća uloga |
| 2008.            | Zakon ljubavi      | Domagoj Rebac          | glavna uloga    |
| 2009.            | Baza Djeda Mraza   | Ted Vraz               | TV specijal     |
| 2010.            | Stipe u gostima    | Instruktor             | gostujuća uloga |
| 2011. – 2013.    | Larin izbor        | Dinko Bilić            | antagonist      |
| 2013. – 2014.    | Tajne              | Nikola Šeper           | glavna uloga    |
| 2014. – 2015.    | Vatre ivanjske     | Dr. Andrija Turina     | sporedna uloga  |
| 2016. – 2017.    | Prava žena         | Nikola Bogdan          | glavna uloga    |
| 2018.            | Čista ljubav       | Marcus Pašalić         | gostujuća uloga |
| 2018. – 2019.    | Na granici         | Marko Lasić            | glavna uloga    |
| 2018. – 2020.    | Novine             | Karlo Mihalić          | gostujuća uloga |
| 2019.            | Crno-bijeli svijet | Škeljo                 | gostujuća uloga |
| 2020.            | Tate               | Petar Malbaša          | glavna uloga    |
| 2021. – 2022.    | Bogu iza nogu      | Đuro Janjić            | glavna uloga    |
| 2022.            | Metropolitanci     | Fra Mihovil            | glavna uloga    |
| 2023.            | Mrkomir Prvi       | rođin kum              | gostujuća uloga |
| 2023.            | San snova          | Goran Kurajić          | sporedna uloga  |
| 2023.            | Kumovi             | Alen Lončarić          | gostujuća uloga |
| 2024. – u tijeku | U dobru i zlu      | Veljko Srića           | glavna uloga    |

### Filmske uloge
| Godina | Naslov                        | Uloga                      | Bilješke    |
| ------ | ----------------------------- | -------------------------- | ----------- |
| 2003.  | Tu                            | Prodavač                   |             |
| 2004.  | Seks, piće i krvoproliće      | Bad Blue Boy               |             |
| 2006.  | U tišini                      | Tomica                     |             |
| 2010.  | The Show Must Go On           | Daniel                     |             |
| 2012.  | Umbrella                      | Ivan                       | kratki film |
| 2012.  | Larin izbor: Izgubljeni princ | Dinko Bilić/Viktor Morlaci |             |

### Sinkronizacija
| Godina | Naslov                               | Uloga                                                                                           |
| ------ | ------------------------------------ | ----------------------------------------------------------------------------------------------- |
| 2002.  | Dinotopia                            |                                                                                                 |
| 2002.  | Dinotopia 2                          |                                                                                                 |
| 2002.  | Dinotopia 3                          |                                                                                                 |
| 2003.  | Spider-Man                           | Eddie Brock                                                                                     |
| 2004.  | Scooby Doo i čudovište iz Loch Nessa | Colin Haggart                                                                                   |
| 2005.  | Zebra trkačica                       | Prugi                                                                                           |
| 2005.  | Hrabri Pero                          | Glista                                                                                          |
| 2005.  | A.T.O.M.                             | Ollie Herbert Psina                                                                             |
| 2006.  | Kad krave polude                     | Pip                                                                                             |
| 2007.  | Ninja kornjače                       | Donatello                                                                                       |
| 2007.  | Pčelin film                          | Veljko, Pelud Frik #4, Ray Liotta, nosač s helikoptera, Krelman, strijelac i radnik u areodromu |
| 2008.  | Horton                               | Načelnik                                                                                        |
| 2008.  | Kung Fu Panda                        | Majmun                                                                                          |
| 2008.  | Grom                                 |                                                                                                 |
| 2009.  | Oblačno s ćuftama                    | Marin Prskalo                                                                                   |
| 2009.  | Johnny Test                          | Duki                                                                                            |
| 2010.  | Priča o igračkama 3                  | Minjončić                                                                                       |
| 2010.  | MetaJets                             | Trey Jordan                                                                                     |
| 2011.  | Rango                                | Turley                                                                                          |
| 2011.  | Rio                                  | Pedro                                                                                           |
| 2011.  | Kung Fu Panda 2                      | Majmun                                                                                          |
| 2012.  | Lorax: Zaštitnik šume                | mladi Štancer                                                                                   |
| 2012.  | Zambezija                            | Vaki                                                                                            |
| 2013.  | Oblaćno s ćuftama 2                  | Marin Prskalo                                                                                   |
| 2013.  | Šetnja s dinosaurima                 | Paki                                                                                            |
| 2013.  | Tarzan                               | William Clayton                                                                                 |
| 2014.  | Rio 2                                | Pedro                                                                                           |
| 2014.  | Medvjedić Paddington                 | Paddington                                                                                      |
| 2016.  | Medo sa sjevera                      | Caribou                                                                                         |
| 2016.  | Ratchet i Clank                      | Brax                                                                                            |
| 2016.  | Kung Fu Panda 3                      | Majmun                                                                                          |
| 2017.  | Medvjedić Paddington 2               | Paddington                                                                                      |
| 2021.  | Otpisanci                            | Ed                                                                                              |

## Vanjske poveznice
- Filip Juričić u internetskoj bazi filmova IMDb-u (engl.)
- O Filipu Juričiću  Arhivirana inačica izvorne stranice od 20. kolovoza 2020. (Wayback Machine)